# Rijkevorsel
Rijkevorsel ist eine belgische Gemeinde in die Kempen im Norden der Provinz Antwerpen mit 12.561 Einwohnern (Stand 1. Januar 2024).
Turnhout liegt zwölf Kilometer östlich, Antwerpen 28 Kilometer südwestlich und Brüssel etwa 62 Kilometer südsüdwestlich. Die nächsten Autobahnabfahrten befinden sich im Süden bei Lille und Zoersel an der A21/E 34 und im Westen bei Brecht an der A1/E 19. In Turnhout und Herentals befinden sich die nächsten Regionalbahnhöfe. Der Flughafen Antwerpen ist der nächste Regionalflughafen und Brüssel National nahe der Hauptstadt ist ein internationaler Flughafen.

## Söhne und Töchter der Gemeinde
- Francis Bay (1914–2005), Dirigent
- Leo Pleysier (* 1945), Schriftsteller